# Long John Baldry
John William Baldry, poznatiji je bio kao Long John Baldry (Haddon, Derbyshire, Engleska 12. siječnja 1941. – Vancouver, 21. srpnja 2005.) Baldry je bio engleski blues pjevač, šesdesetih godina.
Na vrh ljestica popularnosti, popeo se 1967. pjesmom Let the Heartaches Begin (broj 1 u Velikoj Britaniji). 

## Životopis
Baldry je imao impresivnu visinu od 2.01 m. i zbog toga je nazvan Long John (Dugi John).  Obdaren bogatim i dubokim glasom, bio je među prvim britanskim pjevačima koji su zapjevali blues. Ranih šesdesetih bio je član Kornerovog sastava
Blues Incorporated, s kojim je snimio i prvi britanski blues album 1962., R&B at the Marquee. 
Godine 1963., Baldry je ušao u Cyril Daviesov R&B All Stars, u kojem su nastupali i Jimmy Page na gitari i Nicky Hopkins na klaviru. Nakon smrti Cyril Daviesa 1964., preuzeo je sastav koji je postao Long John Baldry and his Hoochie Coochie Men. U ovom sastavu bio je i mladi Rod Stewart isto tako kao pjevač, i Geoff Bradford na gitari. 
1965. - Hoochie Coochie Men, postali su Steampacket s Baldryem i Stewartom, kao muškim vokalistima i Julie Driscoll kao ženskim vokalom, u sastavu je bio i Brian Auger na Hammond orguljama. Nakon raspada Steampacketa 1966., Baldry je osnovao sastav Bluesology, u ovom sastavu je nastupao kao klavirist Reg Dwight ( koji se kasnije prezvao Elton John).
Baldry je krenuo u solo karijeru 1967., snimivši svoju najveću uspješnicu, Let the Heartaches Begin.
1971., izdao je svoj najuspjeliji album - It Ain't Easy, s pjesmama Eltona Johna i Roda Stewarta (svaki je napravio po jednu stranu) na albumu je bila i pjesma, Don't Try to Lay No Boogie Woogie on the King of Rock and Roll (ovaj naslov bio je osobito popularan u Americi), nakon toga njegova karijera kao pjevača krenula je nizbrdo. Godine 1978. iselio se u Kanadu, Vancouver, gdje je povremeno nastupao, ali nikada više nije svratio neku veću pozornost na sebe.
Dana, 21. lipnja 2005., umro je u Vancouveru od srca.

## Diskografija
- Long John's Blues (United Artists) (1964.)
- Looking at Long John (United Artists) (1966.)
- Let the Heartaches Begin (Pye) (1968.)
- Let The Sun Come Shinning Thru (Pye) (1968.)
- Wait For Me (Pye) (1969.)
- It Ain't Easy (Warner Brothers) (1971.)
- Everything Stops for Tea (Warner Brothers) (1972.)
- Mar Y Sol: The First International Puerto Rico Pop Festival (Atco) (1972.)
- Good To Be Alive (Baldry album) (GM) (1973.)
- Welcome To Club Casablanca (Casablanca) (1976.)
- Baldry's Out! (EMI) (1979.)
- Long John Baldry (album) (EMI) (1980.)
- Rock With The Beat (EMI) (1982.)
- Silent Treatment (Musicline) (1986.)
- A Touch Of Blues (Musicline) (1989.)
- It Still Ain't Easy (Stony Plain) (1991.)
- On Stage Tonight: Baldry's Out! (Hypertension) (1993.)
- A Thrill's a Thrill: The Canadian Years (compilation) (1995.)
- Right To Sing The Blues (Hypertension) (1997.)
- Long John Baldry Trio-Live (Hypertension) (2000.)
- Remembering Leadbelly (Stony Plain Records) (2002.)

## Vanjske poveznice
- Službene stranice  Arhivirana inačica izvorne stranice od 3. studenoga 2005. (Wayback Machine)